# بيتسفورد (فيرمونت)
بيتسفورد (بالإنجليزية: Pittsford, Vermont)‏ هي بلدة تقع بولاية فيرمونت في الولايات المتحدة. تبلغ مساحتها 112.8 (كم²)، وترتفع عن سطح البحر 142 م، بلغ عدد سكانها 2991 نسمة في عام 2010 حسب إحصاء مكتب تعداد الولايات المتحدة .

## أعلام
- دبليو. باول كوك
- كاليب هوبكينز
- هيلدا بيلشر

## وصلات خارجية
- The US50 - Cities and Towns in Vermont State
- Vermont Cities and Towns, Facts, Map, Flag, Colleges, Government, and More